# Classe Yavuz
Le fregate MEKO 200TN I Classe Yavuz sono delle unità tipo MEKO di progettazione tedesca. Le navi tedesche, fin da prima del famoso incrociatore da battaglia Goeben, sono sempre state ben apprezzate dallo Stato dei Dardanelli e quando la massa di vecchi cacciatorpendieri americani della Seconda guerra mondiale necessitava di essere sostituita, e le migliorate condizioni economiche della nazione, che ha sostenuto una crescita economica anche dell'8% annuo ai tempi degli anni ottanta, consentì di sdoganarsi dalla condizione di rigattiere della NATO, i turchi si rivolsero ai cantieri tedeschi per l'ammodernamento della propria flotta. L'ordine passato ai cantieri tedeschi era per 4 navi, 2 da costruirsi in Germania, dove esiste anche una notevole componente di immigrati turchi, e 2 in Turchia.
Le navi avrebbero avuto equipaggiamenti di varia origine e genere: artiglieria, missili e sonar americani, perché ceduti con canali FMS di fornitura per gli alleati, motori tedeschi, CIWS svizzeri, radar olandesi, ed elicotteri italiani, in quanto erano già disponibili gli AB-212 ASW, macchine italiane costruite su licenza Bell.

## Costruzione
Le navi hanno una struttura, come un poco tutte le altre navi della tipologia, dall'aria robusta e raccolta. Lo scafo ha un bordo libero medio, con doppia curvatura delle fiancate, cavallino ridotto, ponte di prua piuttosto corto.
Il disegno vede la prua con una forma a V sottile con altezza di circa 10% superiore rispetto a quella della parte centrale. Sotto la prua vi è un bulbo sottile a ridotta sezione per cercare di ottimizzare il compromesso di 2 caratteristiche in antitesi: la stabilità e la velocità della nave.
Le fiancate dello scafo risalgono a formare un tutt'uno con la tuga prodiera, si interrompono a mezza nave per le scialuppe ed altro ancora, e poi salgono nuovamente per un ponte all'altezza dell'hangar poppiero.
In termini di finezza idrodinamica, sia come lunghezza/larghezza massima che al galleggiamento, sono caratterizzate da un rapporto di circa 7,8:1, quando le Maestrale sono circa 9,:1, e le Lupo arrivano a 10:1 mentre altre navi come le americane Knox e Perry hanno pure questi valori, ma con dimensioni maggiori di quelli delle navi italiane. Questo spiega perché le MEKO 200, nonostante la potenza motrice, abbiano una efficienza non eccezionale in termini nautici. Questa è la necessaria risultante della tecnologia della nave-contenitore e della propensione per scafi con maggiore stabilità, specie in condizioni oceaniche.
Le sovrastrutture sono imponenti, senza una vera differenziazione tra prua e poppa. L'alberatura ha 2 strutture tronco-piramidali piuttosto basse da cui si elevano tralicci per sostenere i due radar principali di scoperta aerea.
I motori sono diesel, con 2 assi per 4 motori diesel MTU tedeschi, ripartiti su 2 assi in configurazione CODAD. I fumaioli sono come sempre caratteristici, due paralleli, ma ognuno inclinato verso l'esterno.

## Armamento
L'armamento è dato da un cannone Mk 45 Mod2, arma leggera, con ridotto impatto sulla piattaforma, a livello di un cannone francese da 100mm, con una gittata di 23 chilometri, munizioni di 32 kg e canna da 54 calibri. Questo cannone ha una cadenza di tiro di una ventina di colpi al minuto ed è utilizzato sia per bombardamento che per difesa aerea. Da notare che in termini di impatto sulla nave, il più potente cannone 127mm Compatto, essendo molto più pesante, non fa parte di nessuna di queste fregate MEKO 200, mentre è arma standard delle MEKO 360.
L'armamento per la difesa aerea di punto è potente, comprendendo tre CIWS Seaguard, ciascuno con quattro cannoni singoli da 25mm Oerlikon da 800 colpi al minuto ognuno. Essi hanno una considerevole efficacia, con un affusto molto agile e veloce per gli ingaggi ravvicinati e un radar di tiro disgiunto dall'affusto. Questi sistemi sono presenti uno a prua dietro il cannone e gli altri due ai lati dell'hangar a poppa, che, forse per questo è capace di ospitare un solo elicottero, anche se più probabilmente è accaduto il contrario, con l'esigenza di un solo elicottero avanzata in sede contrattuale.
Per la difesa aerea a medio e lungo raggio vi è un lanciamissili Sea Sparrow, con otto missili pronti al lancio sopra la sovrastruttura poppiera. Tutto questo rende possibile la difesa contro minacce aeree a 360 gradi.
La dotazione missilistica è completata da otto missili antinave Harpoon, presenti a mezza nave, sopra le sovrastrutture, con due fasci di missili ciascuno su ciascun lato, per colpire fino ad oltre 100 chilometri bersagli navali. I lanciasiluri leggeri e un elicottero armato anche con missili antinave AS-12 o Sea Skua completano la dotazione di armamenti presenti.

## Elettronica
La dotazione elettronica comprende una vasta serie di sistemi costituiti da due radar da scoperta aerea, uno a medio raggio, uno a corto raggio per scoperta di superficie e navale.
Il primo è un sistema DA 08, con funzioni di scoperta aerea bidimensionale, banda F (3-4 GHz), portata di 135 chilometri contro un caccia, 270 contro un aereo più grande.
Il radar Dolphin, della Siemens Plessey, è in banda G, fornisce la scoperta aerea a bassa quota e la precisa designazione del bersaglio, grazie alla frequenza (4-6 GHz) in cui opera. Esso consente di favorire quindi l'acquisizione dei bersagli ai sistemi antiaerei, costituisce un prezioso back-up in caso di guasti o danni al radar principale, sistemato sull'albero poppiero basso, e dal momento che è più leggero, è posto sull'albero prodiero, più in alto e con migliore campo visivo. Inoltre con tale doppia banda di frequenza il rischio che i disturbi elettronici accechino la nave si riduce. Il radar permette anche di scoprire anche bersagli navali, essendo a tutti gli effetti sistema multiruolo.
Esistono quattro radar di tiro per le armi: uno per i missili, uno per i cannoni, due per i CIWS; il radar STIR, olandese come quello di scoperta aerea, è utilizzabile sia per i missili che per i cannoni in due versioni da 2,4 e 1,8 metri di diametro. I due radar TMX sono invece usati per la misurazione diretta della distanza e per inseguimento dei bersagli.
Il sonar è il modello DE1160 con elementi sia a profondità variabile che a scafo. Esso consente una discreta capacità di scoperta antisommergibile, ma non vi sono altro che i lanciasiluri leggeri e un elicottero per eseguire eventuali ingaggi. Le distanze dei primi e la disponibilità del secondo sono limitate.
I sistemi ECM sono completi, con apparati di analisi, disturbo, sistemi per il lancio bersagli, e un bersaglio trainato per i sottomarini.
Le navi sono state ordinate alla fine del 1982, e subito si formò una serie di consorzi come il Thyssen-BV e l'HSA/Contraves per le componenti elettroniche. Il contratto di fatto fece superare ai cantieri di costruzione un momento difficile in termini economici, e le navi entrarono in servizio tra il 1987 e il 1989 (l'ultima Maestrale entrò in servizio nel 1985), in un tempo molto ridotto per un tale programma, che vide tra l'altro per la prima volta sistemi d'arma europei e americani integrati negli stessi moduli funzionali.

## Unità della classe
| - Türk Deniz Kuvvetleri - Yavuz Sınıfı Fırkateyn MEKO 200TN I | - Türk Deniz Kuvvetleri - Yavuz Sınıfı Fırkateyn MEKO 200TN I | - Türk Deniz Kuvvetleri - Yavuz Sınıfı Fırkateyn MEKO 200TN I | - Türk Deniz Kuvvetleri - Yavuz Sınıfı Fırkateyn MEKO 200TN I | - Türk Deniz Kuvvetleri - Yavuz Sınıfı Fırkateyn MEKO 200TN I | - Türk Deniz Kuvvetleri - Yavuz Sınıfı Fırkateyn MEKO 200TN I |
| Matricola                                                     | Nome                                                          | Cantiere                                                      | Impostazione                                                  | Varo                                                          | Entrata in servizio                                           |
| ------------------------------------------------------------- | ------------------------------------------------------------- | ------------------------------------------------------------- | ------------------------------------------------------------- | ------------------------------------------------------------- | ------------------------------------------------------------- |
| F 240                                                         | Yavuz                                                         | Blohm & Voss - Amburgo                                        | 31 maggio 1985                                                | 7 novembre 1985                                               | 17 luglio 1987                                                |
| F 241                                                         | Turgutreìs                                                    | Howaldtswerke - Kiel                                          | 29 settembre 1985                                             | 30 maggio 1986                                                | 4 febbraio 1988                                               |
| F 242                                                         | Fatìh                                                         | Gölcük Naval Shipyard                                         | 1º gennaio 1986                                               | 24 aprile 1987                                                | 22 luglio 1988                                                |
| F 243                                                         | Yildrim                                                       | Gölcük Naval Shipyard                                         | 24 aprile 1987                                                | 22 luglio 1988                                                | 21 luglio 1989                                                |

## MEKO 200 TN II
Dopo quasi dieci anni dalle MEKO 200TN I Yavuz venne stipulato tra il governo turco e i cantieri tedeschi un secondo contratto per altre quattro navi migliorate Meko 200 TN II, anche queste costruite due ad Amburgo e due in Turchia. Le navi vennero realizzate in due sottoclassi denominate Lotto II A o Classe Barbaros e Lotto II B o Classe Salih Reis. Il contratto per le prime due unità venne firmato il 19 gennaio 1990 con una lettera di intenti per altre due unità emessa il 14 dicembre 1992 che si è concretizzata in un ordine per il Lotto IIB emesso il 25 novembre 1994. Rispetto alle precedenti Meko 200TN I hanno una lunghezza maggiore di 6m e un diverso apparato motore CODOG anziché CODAD. L'autonomia è leggermente minore rispetto alle Yavuz, mentre l'armamento e le apparecchiature elettroniche sono per lo più rimaste uguali, in versione migliorata ad eccezione del sistema ECM dove i cambiamenti sono stati più significativi.
Tra le due sottoclassi la principale differenza è il sistema missilistico antiaereo a lungo raggio. Le MEKO 200TN II Lotto II B sono equipaggiate con le celle a lancio verticale Mk 41 per missili ESSM che sostituiscono il lanciamissili Mk 29 per missili Sea Sparrow presente sulle unità MEKO 200TN II Lotto II A Barbaros.
L'entrata in servizio delle Barbaros è avvenuta tra il 1995 e il 1996, quello delle Salih Reis tra il 1998 e il 2000.